# Árvák a viharban
Az Árvák a viharban (eredeti cím Orphans of the Storm) 1921-ben készült fekete-fehér amerikai némafilm.

## Cselekmény
D. W. Griffith történelmi melodráma sorozatának utolsó darabja két fiatal nő történetét meséli el, akik belekerülnek a francia forradalom zűrzavarába. Lillian és Dorothy Gish alakítja Henriette és Louise Girard-ot. Henriette elszegényedett apja úgy dönt, hogy egy templom lépcsőjén hagyja lányát. Ekkor ott találja Louise-t, elszégyelli magát és mindkettőjüket hazaviszi. A leányok azonban korán árvaságra jutnak, mert a szüleik pestisben meghalnak. Louise megvakul a betegség következményében, ezért testvérével Párizsba utaznak, hogy gyógyulást keressenek. Útközben szétválnak útjaik. Henriette-et elrabolják egy gonosz földesúr emberei. Azonban egy jóképű nemes, Vaudrey a védelmére siet. Louise beleesik a Szajnába, de egy kedves fiú kimenti, amikor azonban hazaviszi a vak lányt, a fiú bátyja munkára fogja őt. Henriette és Louise sok megpróbáltatás után a Bastille-ba kerül, halálra ítélik őket, de Danton megmenti mindkettőjüket a nyaktilótól.
Griffith forgatás közben változtatott a forgatókönyvön. A bonyodalmak ellenére remekmű született, csodálatos képi világgal és remek színészi játékkal. A Gish nővérek karrierjük legjobb alakítását nyújtották.

## Szereplők
- Lillian Gish (Henriette Girard)
- Dorothy Gish (Louise Girard)
- Monte Blue (Danton)
- Kate Bruce (Genevieve nővér)
- Creighton Hale (Picard)
- Joseph Schildkraut (Chevalier de Vaudrey)